# Bien commun (roman)
Pour les articles homonymes, voir Bien commun.
Bien commun (titre original : Greater Good) est un roman de science-fiction de Timothy Zahn s'inscrivant dans l'univers étendu de Star Wars. Publié aux États-Unis par Del Rey Books en 2021, puis traduit en français et publié par les éditions Pocket en 2022,, il est le deuxième roman de la série Thrawn - L'Ascendance. Il se déroule vingt ans avant la bataille de Yavin.

## Thrawn - L'Ascendance
1. Chaos croissant (Chaos Rising) - 20 av. BY.
2. Bien commun (Greater Good) - 20 av. BY.
3. Moindre Mal (Lesser Evil) - 19 av. BY.